# Kateřina Němcová (Schachspielerin)
Kateřina Němcová (* 14. November 1990 in Prag) ist eine tschechische Schachspielerin. Seit Juni 2013 spielt sie für den US-amerikanischen Schachverband.

## Leben
Kateřina Němcová stammt aus einer Schachfamilie. Ihre fünf Schwestern sowie ihr Bruder spielen erfolgreich Schach mit Teilnahmen an Jugendweltmeisterschaften. Ein Onkel, Igor Němec, ist Präsident des tschechischen Schachbundes (Šachový svaz České republiky), ein anderer Onkel, Norbert Gallinnis, Verdienter Internationaler Meister im Fernschach und FIDE-Meister im Nahschach. Sie studierte an der katholischen Krankenpflegeschule Církevní střední zdravotnická škola Jana Pavla II. in Prag. Im Juli 2011 bekam sie ein Stipendium für die University of Texas at Brownsville and Texas Southmost College. Ihr Studium der Internationalen Beziehungen führt sie an der Webster University in Webster Groves, Missouri fort.

## Erfolge

### Einzelerfolge
Schon im Jugendbereich hatte Kateřina Němcová bei tschechischen Mädcheneinzelmeisterschaften viele Erfolge: 2. Platz U-10 im Jahr 2000, 2. Platz U-12 2001, 1. Platz U-12 2002, 1. Platz U-16 2003, 1. Platz U-14 2003, 1. Platz U-14 2004, 2. Platz U-16 2004, 3. Platz U-18 2004, 1. Platz U-16 2005 und 1. Platz U-16 2006. Bei der tschechischen U20-Meisterschaft der weiblichen Jugend in Havlíčkův Brod, die Eva Kulovaná gewann, wurde sie Dritte. Bei der U18-Weltmeisterschaft der weiblichen Jugend 2007 in Kemer wurde sie hinter Walentina Gunina Zweite, die U18-Europameisterschaft der weiblichen Jugend 2008 in Herceg Novi gewann sie ebenso wie die tschechische U20-Meisterschaft der weiblichen Jugend 2008 in Havlíčkův Brod. 2010 gewann sie in Ostrava die tschechische Einzelmeisterschaft der Frauen.

### Mannschaftsschach

#### Nationalmannschaft
Zum ersten Mal in der tschechischen Frauennationalmannschaft wurde sie beim Mitropa-Cup 2006 in Brünn eingesetzt. Am zweiten Brett des Teams Tschechien 2 hatte sie mit 3,5 Punkten aus 6 Partien ein positives Ergebnis, zum Beispiel konnte sie in Brünn die Rumänin Ioana-Smaranda Pădurariu besiegen. Als Nächstes nahm sie an Brett 4 der tschechischen Frauennationalmannschaft an der Mannschaftsweltmeisterschaft 2007 in Jekaterinburg teil sowie an der Mannschaftseuropameisterschaft 2007 in Iraklio. Am zweiten Brett spielend gewann Kateřina Němcová bei der EM eine individuelle Goldmedaille für ihr Ergebnis von 7,5 Punkten aus neun Partien. Bei einer Elo-Leistung von 2548 besiegte sie unter anderem Elina Danieljan und Nataša Bojković. Auch bei den Mannschaftseuropameisterschaften der Frauen 2009 und 2011 spielte sie am zweiten Brett. Ihre erste Schacholympiade spielte sie 2008 in Dresden. Auch dort spielte sie am zweiten Brett der tschechischen Frauenauswahl, ebenso bei der Schacholympiade 2010 in Chanty-Mansijsk und der Schacholympiade 2012 in Istanbul. Bei der Schacholympiade 2014 trat sie erstmals für die Frauenmannschaft der Vereinigten Staaten an.

#### Vereinsmannschaften
Mannschaftsschach spielte sie in Tschechien für den SK Oaza Prag und als Gastspielerin für die Beskydská šachová škola aus Frýdek-Místek, eine Schachschule, bei der sie in der Saison 2008/09 auch in der Extraliga, der höchsten tschechischen Spielklasse, zum Einsatz kam. In Deutschland spielte sie zuerst in der Saison 2006/07 für die zweite Mannschaft der SG Porz. Von 2008 bis 2011 spielte sie für den SC Bad Königshofen in der 1. Frauen-Bundesliga und der Oberliga Bayern. Sie hatte im Jahr 2008 auch Einsätze in der griechischen Mannschaftsmeisterschaft; dort spielte sie für SO Kavalas. In der United States Chess League spielte sie 2014 für die Rio Grande Ospreys.

### Titel und Rating
Seit Juni 2007 trägt sie den Titel Internationaler Meister der Frauen (WIM). Die Normen hierfür erzielte sie beim Prag Open im Januar 2007, beim Gibtelcom Masters in Gibraltar eine Woche später sowie bei der Europameisterschaft der Frauen im April 2007 in Dresden, bei der sie unter anderem Elena Lewuschkina und Lenka Ptáčníková besiegen konnte, mit Übererfüllung, Der Titel wurde im April 2007 beantragt, konnte ihr aber erst im Juli 2007 verliehen werden, da sie die erforderliche Elo-Zahl von 2200 noch nicht erreicht hatte. Den Titel Großmeister der Frauen (WGM) trägt sie seit Juni 2008. Die Normen hierfür erzielte sie bei der Europameisterschaft der Frauen im April 2008 in Warna, wiederum mit Übererfüllung, sowie mit Übererfüllung bei der Mannschaftseuropameisterschaft der Frauen im November 2007 in Iraklio. Die beiden WGM-Normen qualifizierten sie auch für den Titel Internationaler Meister (IM), der im Oktober 2008 beantragt wurde, sie hat jedoch noch nicht die erforderliche Elo-Zahl von 2400 erreicht, so dass ihr der IM-Titel noch nicht verliehen werden konnte.
Im Oktober 2017 lag sie auf dem sechsten Platz der US-amerikanischen Elo-Rangliste der Frauen.